# Tommy Taylor
Thomas "Tommy" Taylor (29. leden 1932, Barnsley – 6. únor 1958, Mnichov) byl anglický fotbalista, oběť Mnichovského leteckého neštěstí, při němž roku 1958 zahynulo osm fotbalistů Manchesteru United, proslulých "Busby Babes".
Hrával na pozici útočníka. V dresu anglické reprezentace stihl odehrát 19 zápasů, v nichž vstřelil 16 branek. Hrál na mistrovství světa ve Švýcarsku roku 1954.
S Manchesterem se stal dvakrát mistrem Anglie (1955/65, 1956/57) a třikrát získal FA Cup (1952/53, 1956/57, 1957/58).
V anketě Zlatý míč, která hledala nejlepšího fotbalistu Evropy, skončil roku 1957 osmý.